# 林業労働力の確保の促進に関する法律
林業労働力の確保の促進に関する法律（りんぎょうろうどうりょくのかくほのそくしんにかんするほうりつ）は、林業労働力の確保の促進等に関する日本の法律である。
1996年（平成8年）第136回通常国会において可決成立。1996年（平成8年）5月24日公布、同日施行。
日本の林業を取り巻く環境が、林業の採算性の悪化、山村地域の過疎化・高齢化の進行等極めて厳しい状況にある中で、森林の施業の約9割を担っている林業労働者についても、他産業と比較して雇用管理面が立ち遅れており、雇用関係が不明確であること、雇用が不安定であること、他産業に比べて労働条件が低位にあること等から、特に若年者を中心としてその確保が困難な状況となっている。このため、林業労働者の減少・高齢化が進行しており、労働者の減少をこのまま放置すれば、森林組合、素材生産業者等の事業主による森林の施業が困難となり、地球環境に優しい木質資材の供給が困難となるばかりか、森林の公益的機能の発揮に支障を生じることとなり、国民生活に重大な影響を与えることとなる。本法は、以上のような状況を克服し、林業労働力の確保を促進することを目的として、事業主が一体的に行う雇用管理の改善及び事業の合理化の促進等を図るため、都道府県知事が指定する林業労働力確保支援センターを通じて、林業労働者の募集、林業就業促進資金の貸付け等総合的な支援措置を講ずるとともに、事業主の雇用管理体制を整備するため、事業主は、雇用管理者の選任及び雇用に関する文書の交付に努めることにより、林業の健全な発展と林業労働者の雇用の安定に寄与するものである（平成8年5月24日発職第141号）。

## 構成
- 第一章 総則（第1条・第2条）
- 第二章 基本方針及び基本計画（第3条・第4条）
- 第三章 事業主の改善措置（第5条-第10条）
- 第四章 林業労働力確保支援センター（第11条-第29条）
- 第五章 雇用管理者等（第30条・第31条）
- 第六章 罰則（第32条-第35条）
- 附則

## 目的・定義
この法律は、林業労働力の確保を促進するため、事業主が一体的に行う雇用管理の改善及び事業の合理化を促進するための措置並びに新たに林業に就業しようとする者の就業の円滑化のための措置を講じ、もって林業の健全な発展と林業労働者の雇用の安定に寄与することを目的とする（第1条）。
この法律において、次の各号に掲げる用語の意義は、以下による（第2条）。 
- 林業労働者 - 造林、保育、伐採その他の森林における施業（以下「森林施業」という。）に従事する労働者をいう。
  - 法の対象となる「林業労働者」は、森林施業に従事する者に限定されており、したがって、一般には林業の概念に含まれるきのこ、ウルシ、オウレン等の特用林産物の生産、製炭、狩猟にもっぱら従事する労働者や木材・木製品製造業に従事する労働者は含めないこととしている。ここでいう「造林」とは、林地の地拵え、木竹の植栽（植付）等をいい、「保育」とは、下刈り、枝打ち、つる切り、除伐等をいい、「伐採」とは、主伐及び間伐をいう。また、「その他の森林の施業」とは、作業道の開設等森林施業に附帯する作業をいう（平成8年5月24日職発370号）。
- 事業主 - 林業労働者を雇用して森林施業を行う者であって、次の各号のいずれかに該当するものをいう。
  1. 森林組合、森林組合連合会又はその他の森林所有者（森林法第2条2項に規定する森林所有者をいう。）の組織する団体
  2. 造林業、育林業又は素材生産業を営む者
  3. 前号に掲げる者の組織する団体
  4. 前三号に掲げる者のほか、これらの者に準ずる者として政令で定めるもの

  - 法の対象となる「事業主」は、林業労働者を雇用して森林施業を行う者であれば個人、法人等その組織形態を問わないこととしている。したがって、いわゆる一人親方のように林業労働者を雇用していない事業主は、本法の事業主には該当しない（平成8年5月24日職発370号）。
  - 4でいう「政令で定めるもの」とは、造林又は育林の事業を行うことを目的とする一般社団法人又は一般財団法人とする（施行令第1条）。これには、都道府県のいわゆる林業公社、森林整備法人等が該当する（平成8年5月24日職発370号）。

## 基本方針及び基本計画
農林水産大臣及び厚生労働大臣は、林業労働力の確保の促進に関する基本方針を定めなければならない（第3条1項）。農林水産大臣及び厚生労働大臣は、基本方針を定め、又はこれを変更しようとするときは、あらかじめ、農林水産大臣にあっては林政審議会の意見を、厚生労働大臣にあっては労働政策審議会の意見をそれぞれ聴かなければならない（第3条4項）。現在の「基本方針」は平成22年制定のものである
基本方針においては、次に掲げる事項につき、第4条1項の基本計画の指針となるべきものを定めるものとする（第3条2項）。農林水産大臣及び厚生労働大臣は、情勢の推移により必要が生じたときは、基本方針を変更するものとする（第3条3項）。
1. 林業における経営及び雇用の動向に関する事項
2. 林業労働力の確保の促進に関する基本的な方向
3. 事業主が一体的に行う雇用管理の改善及び事業の合理化を促進するための措置並びに新たに林業に就業しようとする者の就業の円滑化のための措置に関する事項
4. その他林業労働力の確保の促進に関する重要事項

都道府県知事は、基本方針に即して、当該都道府県における林業労働力の確保の促進に関する基本計画を定めることができる（第4条1項）。都道府県知事は、基本計画を定め、又はこれを変更しようとするときは、あらかじめ、第2項各号に掲げる事項に係る部分を農林水産大臣及び厚生労働大臣に報告しなければならない（第4条4項）。
基本計画においては、次の1~2に掲げる事項を定めるものとし、3~5に掲げる事項を定めるよう努めるものとする（第4条2項、3項）。
1. 事業主が一体的に行う労働環境の改善その他の雇用管理の改善及び森林施業の機械化その他の事業の合理化を促進するための措置に関する事項
2. 新たに林業に就業しようとする者の林業技術の習得その他の就業の円滑化のための措置に関する事項
3. 林業における経営及び雇用の動向に関する事項
4. 林業労働力の確保の促進に関する方針
5. その他林業労働力の確保の促進に関する事項

## 林業労働力確保支援センター
都道府県知事は、事業主が一体的に行う雇用管理の改善及び事業の合理化並びに新たに林業に就業しようとする者の就業を支援することにより林業労働力の確保を図ることを目的とする一般社団法人又は一般財団法人であって、第12条に規定する業務を適正かつ確実に行うことができると認められるものを、その申請により、都道府県ごとに一個に限り、林業労働力確保支援センターとして指定することができる（第11条）。
センターは、当該都道府県の区域内において、次に掲げる業務を行うものとする（第12条）。
1. 認定事業主の委託を受けて、林業労働者の募集を行うこと。
2. 新たに林業に就業しようとする者に対し、その就業に必要な林業の技術又は経営方法を実地に習得するための研修その他の就業の準備に必要な資金であって政令で定めるものの貸付けを行うこと。
3. 認定事業主に対し、認定計画に従って新たに雇い入れる林業労働者に対する前号の資金の支給に必要な資金であって政令で定めるものの貸付けを行うこと。
4. 認定事業主に対し、森林施業の効率化又は森林施業における身体の負担の軽減に資する程度が著しく高く、かつ、事業主の事業の合理化に寄与する林業機械で農林水産大臣が定めるものの貸付けを行うこと。
5. 林業労働者に対する前号の林業機械の利用に関する技術の研修及び雇用管理者に対する研修を行うこと。
6. 林業労働力の確保の促進に関する情報の提供、相談その他の援助を行うこと。
7. 林業労働力の確保の促進に関する調査研究及び啓発活動を行うこと。
8. 前各号に掲げるもののほか、林業労働力の確保の促進を図るために必要な業務を行うこと。
  - 林業労働力の確保が、木材を供給するのみならず、水資源のかん養、国土の保全、大気の浄化等の公益的機能の発揮を求められている森林を整備する上で重要であることにかんがみ、本制度の運営に当たっては、幅広い関係者の理解と協力が必要である。このため、都道府県の関係部局及びセンター相互はもとより、森林組合、林業関係団体、市町村その他関係機関の連携・協力を密にするものとする（平成8年5月24日職発370号）。

## 事業主の責務
事業主は、常時5人以上の林業労働者を雇用する森林施業を行う事業所ごとに、次に掲げる事項を管理させるため、雇用管理者を選任するように努めなければならない（第30条1項、平成8年労働省令第26号第5条・第7条）。事業主は、雇用管理者について、必要な研修を受けさせる等以下に掲げる事項を管理するための知識の習得及び向上を図るように努めなければならない（第30条2項）。
- 林業労働者の募集、雇入れ及び配置に関する事項
- 林業労働者の教育訓練に関する事項
- 労働者名簿及び賃金台帳に関すること並びに労働者災害補償保険、雇用保険及び中小企業退職金共済制度その他林業労働者の福利厚生に関すること
  - 雇用管理者は、各事業体の内部において、林業労働者に係る雇用管理に関する事項を管理させるために、事業主が選任するものである。また、法令上事業主に義務づけられている雇用管理に関する事項についての責任が雇用管理者に移行するというものではない（平成8年5月24日職発371号）。
  - 選任の単位となる「事業所」とは、労働基準法第107条及び第108条の「事業場」と同一の概念である。すなわち、森林組合の本部、支部等が、原則として、それぞれ独立した事業所となるが、その規模が小さく、組織的関連、事務能力等からみて、一の事業所という程度の独立性を有しないものは、直近上位の機構と包括して一の事業所として取り扱うこととなる（平成8年5月24日職発371号）。
  - 雇用管理者は、これらの事項を管理するために必要な知識及び経験を有していると認められる者のうちから事業主が選任することとされている（平成8年労働省令第26号第6条）。この「必要な知識及び経験を有していると認められる者」とは、雇用管理者の職務を遂行するに足る能力を有する者をいい、人事労務担当部課長以上の者等事業所の人事労務管理について責任を有する者が望ましいものである。なお、雇用管理に関する事項を管理するとは、これらの事項が適正に処理されることについて責任を持って管理するという意味であって、必ずしも、自らこれらの事項を処理しなければならないものではない（平成8年5月24日職発371号）。

事業主は、林業労働者を雇い入れたときは、速やかに、当該林業労働者に対して、以下の事項を明らかにした文書を交付するように努めなければならない（第31条、平成8年労働省令第26号第8条）。労働基準法第15条1項において、使用者は、労働契約の締結に際し、労働条件のうち賃金に関する事項については、労働者に書面を交付することにより明示しなければならないこととなっているが、林業労働者については、第31条及び労働基準法第15条1項の両規定が相まって、雇用関係の明確化の実効を期することとしているものである。この規定の主眼は、とかく雇用関係の不明確な有期雇用労働者の雇用関係の明確化を図ることにあるので、指導に当たっては、特に、有期雇用労働者についてその趣旨が徹底するよう配慮するものとする（平成8年5月24日職発371号）。
- 当該事業主の氏名又は名称
- その雇入れに係る事業所の名称及び所在地
- 雇用期間
  - 原則として年月日により明示しなければならないが、終了時を特定することが特に困難な場合は、終了予定日を記載し、「（予定）」と附記するものとする。また、雇用期間の定めのない常用労働者については、その旨記載するものとする（平成8年5月24日職発371号）。
- 従事すべき業務の内容並びに雇用保険及び中小企業退職金共済制度に関する事項